# Burschenschaft Arminia Würzburg
Die Würzburger Burschenschaft Arminia ist eine pflichtschlagende und farbentragende Studentenverbindung in Würzburg. Die Burschenschaft vereint Studenten und Alumni sämtlicher Würzburger Hochschulen. Ihre Mitglieder werden Arminen genannt.

## Couleur und Wahlspruch
Das Band der Arminia hat die Farben Schwarz-Gold-Karmesinrot mit goldener Perkussion und wird sowohl von Füchsen als auch von Burschen getragen. Als Kopfbedeckung wird eine karmesinrote halbsteife Tellermütze getragen. Ihr Wahlspruch lautet: Freiheit, Ehre, Vaterland!

## Geschichte

### Gründungszeit
Nachdem 1848 die Karlsbader Beschlüsse aufgehoben worden waren und den Studierenden an den bayerischen Hochschulen das freie Assoziationsrecht gewährt wurde, gründete sich unter Federführung von Ernst Schmidt am 12. Dezember die progressive Studentenverbindung Palladia, welche die Pflege der Wissenschaft und die Entwicklung des freien Studententums zum Ziel hatte und durch Schmidt, der einige Semester deren Sprecher war, im Sinne der Zeit politisch radikalisierte.
Am 14. Juni 1850 änderte sie ihren Namen in Teutonia und setzte die Farben Blau-Weiß-Gold auf; sie führte das Lebensbundprinzip, demokratische Grundsätze und Paukpflicht ein. Nach und nach entwickelte sich in den 1850er Jahren der burschenschaftliche Charakter heraus, mit der Folge, dass die Teutonia im WS 1856/57 dem germanistischen Burschenschaftskartell beitrat, das seine Mitglieder politisch ausbilden und letztendlich eine Einheit Deutschlands auf volkstümlicher Basis herbeiführen wollte. Aus diesem Grund änderte die Teutonia 1859 ihre Farben zu den jahrzehntelang verbotenen, alt-burschenschaftlichen Farben Schwarz-Rot-Gold. Nachdem im folgenden Semester nur noch ein aktiver Student der Teutonia angehörte, schloss sich dieser der allgemeinen Studentenverbindung Wirceburgia an und gründete schließlich am 14. Juli 1860 mit 21 Aktiven dieser Wirceburgia die Würzburger Burschenschaft Arminia, die von der Altherrenschaft der Teutonia als direkte Fortsetzung ihrer Burschenschaft anerkannt wurde. 

### Einzige Burschenschaft
In den ersten Jahren hatte die Arminia als einzige Burschenschaft vor Ort heftig mit den in Würzburg übermächtigen Corps (Würzburger SC) zu kämpfen, im wahrsten Sinne des Wortes hatte „sie sich durch eine Masse beispiellos blutiger Mensuren durch die schlimmsten Zeiten hindurchgepaukt“. 1863 wurden die bis heute gültigen Farben Schwarz-Gold-Karmesinrot angenommen. Im gleichen Jahr trat die Arminia in das Norddeutsche Kartell ein, dem es bis 1866 angehörte. Eine angedachte Mitgliedschaft im Eisenacher Burschenbund wurde deshalb 1864 verworfen. 1865 hatte die Arminia ihr Kneiplokal im Heroldsgarten.
Am 10. November 1874 war die Arminia an der Gründung des Eisenacher Deputierten-Convents beteiligt, einem Vorläufer des 1881 gegründeten Allgemeinen Deputierten-Convents, der sich seit 1902 Deutsche Burschenschaft nannte und dem die Arminia seit seiner Gründung am 20. Juli 1881 angehörte.
Um eine zweite Burschenschaft in Würzburg zu etablieren, unterstützte die Arminia 1878 die Gründung der Burschenschaft Cimbria, mit der sie fortan den Würzburger Deputierten-Convent bildete.

Das Arminenheim (um 1908)

Am 22. Oktober 1906 wurde das eigens gebaute Verbindungshaus in der Rottendorfer Straße eingeweiht.

Die Arminia als Mitglied der Deutschen Burschenschaft (1915)

### Die zwei Weltkriege
Am Ersten Weltkrieg nahmen 168 Mitglieder der Arminia teil, 27 starben. 1920 war die Arminia Mitbegründerin der Roten Richtung innerhalb der Deutschen Burschenschaft. Die Arminia trat in den 1920er Jahren als eine der wenigen Studentenverbindungen dem Universitätsbund Würzburg bei. 1930/31 bestand die Arminia aus 220 Alten Herren und 64 Mitgliedern der Aktivitas.
In der Zeit des Nationalsozialismus wurde die Arminia samt ihrem Verband Deutsche Burschenschaft am 18. Oktober 1935 in den NSDStB überführt. Letztendlich musste sich die Arminia auf Druck der Nationalsozialisten am 31. Mai 1936 auflösen und bestand als Kameradschaft Ulrich von Hutten fort. Im Zweiten Weltkrieg fielen 21 Mitglieder. Das Arminenhaus wurde beim Bombenangriff auf Würzburg am 16. März 1945 durch die Alliierten von einer Brandbombe getroffen und brannte bis auf die Grundmauern aus.
Nach dem Krieg wurde die Tradition der Arminia durch die am 23. Juli 1948 gegründete Studentenverbindung Palladia fortgeführt und diese nach Neugründung der Arminia am 22. Oktober 1949 als Aktivitas der Arminia übernommen. Am 15. Juni 1950 war die Arminia Gründungsmitglied bei der Rekonstruktion der Deutschen Burschenschaft. Das zerstörte Haus wurde wieder aufgebaut und am 4. Mai 1957 eingeweiht.

### Fusion mit Moravia Brünn

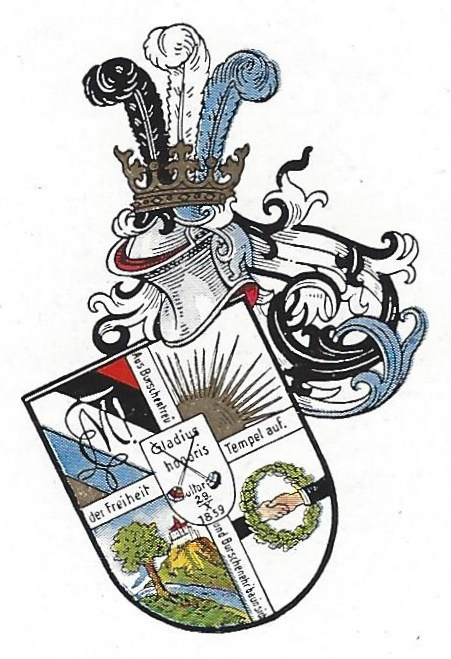
Moravias Wappen

Am 5. Juni 1954 fusionierte die Arminia mit der Brünner Burschenschaft Moravia (gegründet am 29. Oktober 1859 in Brünn), zu welcher eine lange Freundschaft bestand. Nach der Vertreibung aus der Tschechoslowakei hatte sich die Moravia am 17. September 1950 in Würzburg neu aufgetan und pflegte enge Beziehungen zur Arminia, die schließlich in der Fusion beider Burschenschaften mündeten. Die Moravia hatte die Farben Schwarz-Weiß-Blau; Füchse trugen die Farben Blau-Weiß-Blau; das Kopfcouleur war eine weiße Mütze.

### Heute
Ende 1996 trat die Arminia aus der Deutschen Burschenschaft aus und ist seitdem eine freie Burschenschaft. Am 10. Februar 2008 war die Arminia Gründungsverbindung des Kartells Roter Burschenschaften.

## Bekannte Mitglieder

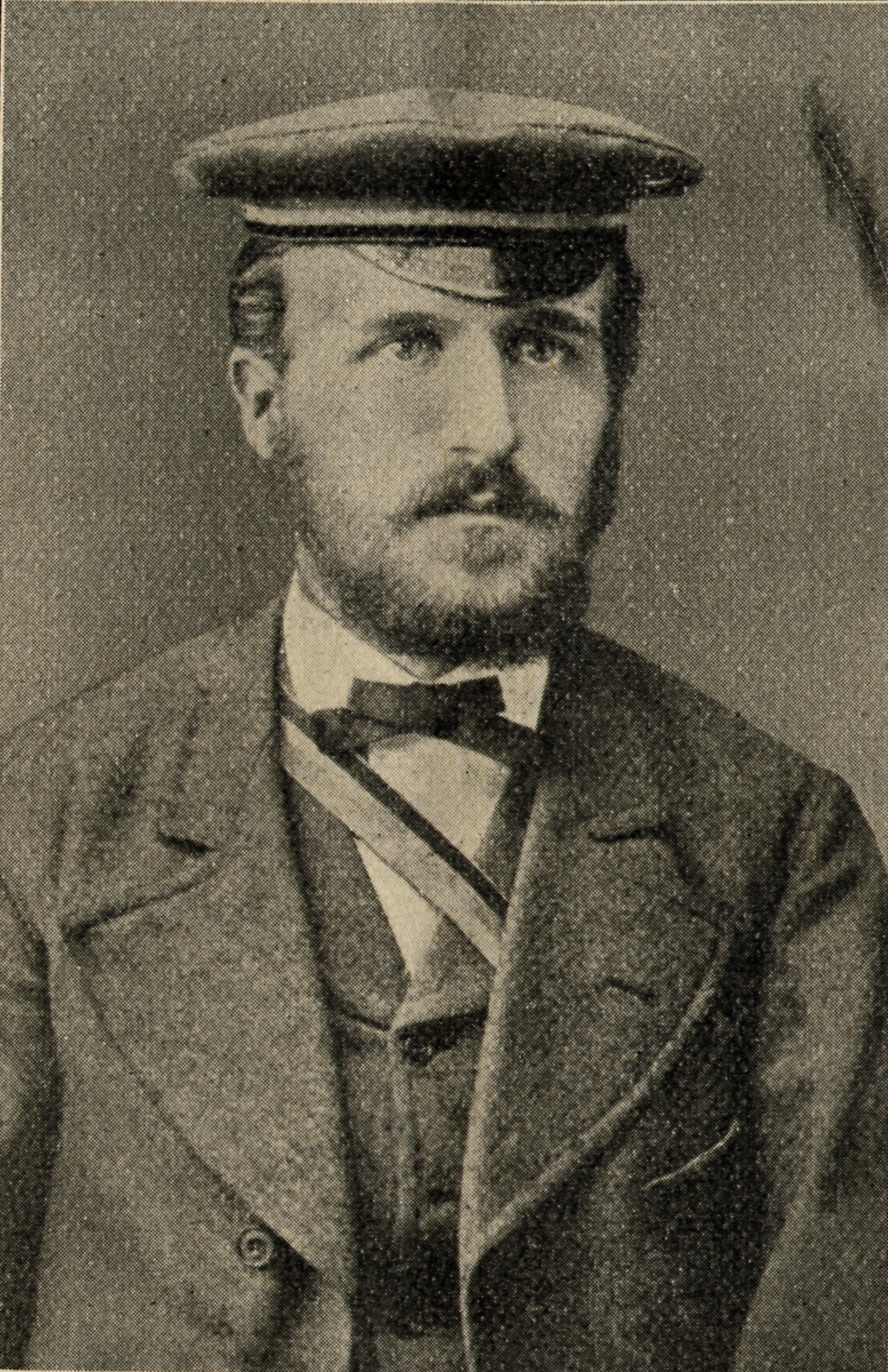
Herman Haupt als Würzburger Armine (um 1875)

- Richard Balles (1885–1950), Regierungspräsident von Oberbayern
- Carl Barus (1856–1935), US-amerikanischer Physiker
- Hermann Belzner (1919–1991), Jurist und Politiker (SPD), Bürgermeister von Mutterstadt, Landtagsabgeordneter
- Friedrich Bergold (1899–1983), Jurist, Strafverteidiger und Kommunalpolitiker (FDP)
- Alfons Bilharz (1836–1925), Mediziner und Schriftsteller
- Max Borst (1869–1946), Pathologe, Hochschullehrer
- Wilhelm Cahn (1839–1920), Jurist
- Erwin Dietel (1913–1997), Jurist und Kommunalpolitiker, Landrat des Landkreises Münchberg
- Alfred Dürr (1879–1953), Jurist, Präsident des Oberlandesgerichts München
- Anton Jelinek (1855–1931), Moravia Brünn, Stadtbaumeister, Bürgermeisterstellvertreter und Ehrenbürger von Brünn
- Herman Haupt (1854–1935), deutscher Historiker
- Otto Haupt (1887–1988), Mathematiker, Hochschullehrer
- Wilhelm von Henle (1846–1914), Bayerischer Staatsrat
- Richard Kalkhof (1858–1925), Reichstagsabgeordneter (Zentrum)
- Julius Lenzmann (1843–1906), Reichstagsabgeordneter (DFP)
- Gottfried Märkl (1929–2014), Chemiker und Hochschullehrer
- Georg Recknagel (1835–1920), Physiker und Pädagoge
- Karl Michel (1843–1930), Hals-Nasen-Ohrenarzt, Schauspieler, Schriftsteller
- Karl Risch (1865–1933), Jurist und Verwaltungsbeamter
- Leopold Schaefer (1884–1952), Ministerialbeamter im Reichsjustizministerium
- Ernst Schmidt (1830–1900), Mediziner, Hochschullehrer
- Friedrich Siebenmann (1852–1928), Mediziner, Hochschullehrer
- Ernst Speer (1889–1964), Mediziner, Psychiater
- Julius Sponsel (1887–1970), Reichsgerichtsrat
- Walter Stain (1916–2001), Politiker (SdP, NSDAP, GB/BHE, GDP) und Vertriebenenfunktionär, Arbeits- und Sozialminister des Freistaates Bayern
- Eugen Johann Will (1877–?), außerordentlicher Gesandter und bevollmächtigter Minister des Deutschen Reichs in Mexiko

Mitgliederverzeichnis:
- Willy Nolte (Hrsg.): Burschenschafter-Stammrolle. Verzeichnis der Mitglieder der Deutschen Burschenschaft nach dem Stande vom Sommer-Semester 1934. Berlin 1934. S. 1100–1101.